# Vieni, dolce morte (dell'ego)
Vieni, dolce morte (dell'ego), noto anche come Vieni dolce morte, è un documentario del 1968 diretto da Paolo Brunatto, presentato alla Mostra internazionale del Nuovo Cinema di Pesaro del 1969.
A metà tra film e documentario, racconta un viaggio on the road da Roma fino a Kathmandu attraverso Grecia, Turchia, Iran, Pakistan, India e Nepal con un pulmino Volkswagen, tra hippies e beatniks. La protagonista è Poupée Cozzi Brunatto, compagna del regista.

## Critica
Il critico cinematografico Enzo Ungari afferma che è «qualcosa di meno di un film, ma è forse qualcosa di più del cinema» e lo definisce come «diario intimo, autoritratto, poesia d'amore».